# Національний парк Акагера
Національний парк Акагера (також Національний парк Кагера) — національний парк в Руанді, розташований на сході країни вздовж річки Кагера при кордоні із Танзанією. Заснований 1934 року з метою збереження екорегіону: — рослинного та тваринного світу боліт, гір та саван. Названий по річці Кагера, що протікає вздовж східного кордону та є системою живлення для кількох озер, зокрема Іхеми. В ширину площа парку сягає до 15, в довжину — 150—200 кілометрів. Система озер та боліт, на яких ростуть представники осокових папіруси, становить 1/3 площі парку та є найбільшою заболоченою місцевістю в центральній Африці, охоронна зона охоплює й передгір'я Вірунґи. На території саван проростають акацієві Acacia tortilis, переважно у вигляді галерейних лісів. Тут мешкали стада імпал, антилоп Топі, зебр, водяних козлів Kobus ellipsiprymnus, канн. Нерідко спостерігалися леви, інколи помічали леопардів.
Велику частину парку було зруйновано біженцями в 1990-х під час громадянської війни. 1997 року через брак землі межі парку було перенесено з огляду на кількість громадян Руанди, що поверталися з вигнання. Внаслідок цього площа парку була зменшена на 2500 км².
2009 року Рада розвитку Руанди (RDB) та Мережа африканських парків (African Parks Network) підписали угоду на 20 років про поновлення екосистеми парку Акагера. Літом 2015 року на територію парку випущено привезених з ПАР трасваальських левів.

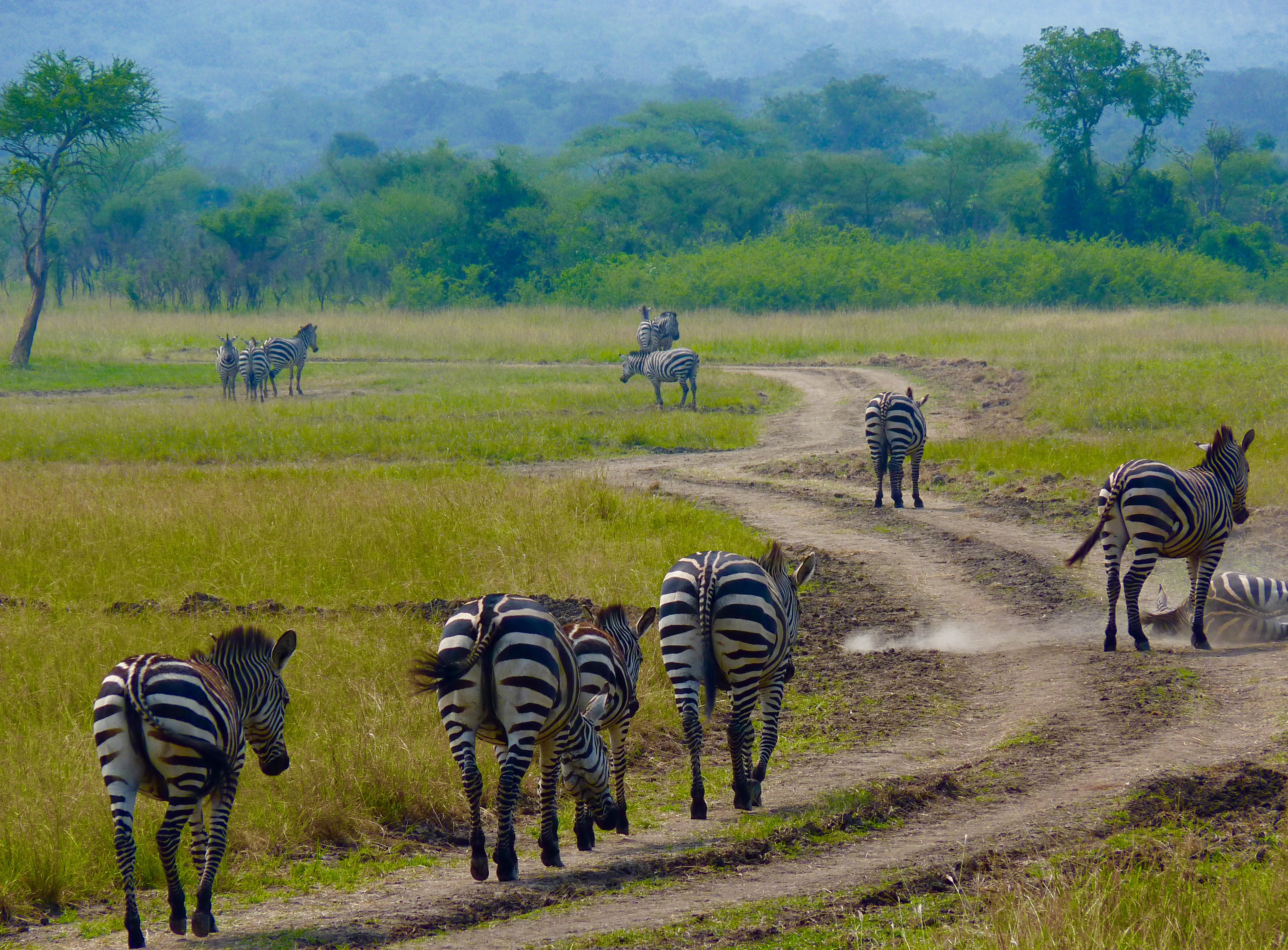
Національний парк Акагера

## Принагідно
- Akagera National Park[недоступне посилання з липня 2019]
- Akagera park

| Руанда | Це незавершена стаття з географії Руанди. Ви можете допомогти проєкту, виправивши або дописавши її. |

1. ↑  GEOnet Names Server — 2018.